# The Maze (album Bogny Kicińskiej)
The Maze – debiutancki album polskiej wokalistki jazzowej Bogny Kicińskiej, złożony z dziewięciu kompozycji, pięciu autorskich i czterech nowych interpretacji standardów jazzowych. Został wydany 15 października 2014 przez Surca Music. Przyniósł autorce nominację do nagrody „Fryderyka” w kategorii Fonograficzny Debiut Roku 2015 (Muzyka Jazzowa).

## Lista utworów
Źródło:.
1. „I Get a Kick Out Of You”
2. „You’re Everything”
3. „Close Your Eyes”
4. „Sonoran Desert”
5. „Speak Low”
6. „Sen pastereczki”
7. „Exclamation!”
8. „The Zone”
9. „Today, Tomorrow”

## Muzycy
- Bogna Kicińska – śpiew, w tym scat
- Mateusz Smoczyński – skrzypce
- Kuba Cichocki – fortepian
- Edward Perez – kontrabas
- Colin Stranahan – perkusja
- John Benitez – gitara basowa

kwartet smyczkowy
- Mateusz Smoczyński – vn I, Leonor Falcón – vn II, Aleksandr Nazaryan – va, Jan Roszkowski – vc